# Plecotus sacrimontis
Plecotus sacrimontis is een vleermuis uit het geslacht grootoorvleermuizen (Plecotus).

## Kenmerken
P. sacrimontis is een middelgrote tot grote grootoorvleermuis met een lange duim, een zachte, dichte, wollige vacht en een opvallend donker gezichtsmasker tussen de neus en de ogen. De oren, de vleugels en het uropatagium (de vlieghuid tussen de achterpoten) zijn dik en bruin. De vacht is van boven bruin en van onderen grijs. Er bestaan twee kleurvormen, een donkerdere en een lichtere.

## Verspreiding
Deze soort komt voor op de Japanse eilanden Hokkaido, Honshu, Shikoku en Kyushu, op 700 tot 1700 m hoogte. Hoewel oorspronkelijk beschreven als een aparte soort, werd deze soort al snel als een ondersoort van de bruine grootoorvleermuis (P. auritus) gezien, die ook populaties in Zuidoost-Siberië en Noordoost-China omvatte die nu tot P. ognevi worden gerekend. In 2006 werd P. sacrimontis echter weer herkend als een aparte soort die alleen in Japan voorkomt.